# IBM Simon
IBM Simon Personal Communicator (krócej: IBM Simon) – telefon komórkowy z dotykowym ekranem i PDA, zaprojektowany i opracowany przez International Business Machines Corp. (IBM) i produkowany na podstawie umowy przez Mitsubishi Electric. BellSouth Cellular Corp. rozprowadzało Simony w Stanach Zjednoczonych w okresie między sierpniem 1994 i lutym 1995, sprzedając 50 000 sztuk. Simon Personal Communicator był pierwszym telefonem komórkowym łączącym funkcje telefonu i palmtopa w jednym urządzeniu.

## Historia
IBM zaprezentowało prototyp urządzenia o nazwie kodowej „Angler” 23 listopada 1992 roku na targach komputerowych i technologicznych COMDEX w Las Vegas (Nevada, Stany Zjednoczone). Prototyp był połączeniem telefonu komórkowego i palmtopa, pozwalając użytkownikowi na wykonywanie i odbieranie połączeń telefonicznych, faksów, wiadomości e-mail i stron komórkowych. Oferował nie tylko wiele funkcji PDA, m.in. kalendarz, książkę adresową i notatnik, ale także inne aplikacje, takie jak mapy i wiadomości. Uczestnicy i prasa na COMDEX-ie okazali znaczne zainteresowanie urządzeniem. Dzień po debiucie Anglera, dziennik USA Today na pierwszej stronie sekcji Finanse umieściło zdjęcie przedstawiające Franka Canova, od głównego inżyniera IBM i wynalazcę smartfona, trzymającego najnowszy prototyp.
Kierownictwo BellSouth nadało ukończonemu produktowi jego ostateczną nazwę, „Simon Personal Communicator”, przed jego publicznym debiutem na Wireless World Conference w listopadzie 1993 roku. Firma planowała rozpocząć sprzedaż Simona w maju 1994 roku, ale z powodu problemów z oprogramowaniem urządzenia, Simon nie był dostępny dla konsumentów do 16 sierpnia 1994 roku. BellSouth Cellular początkowo oferował Simona w 15 stanach za 899 $ w dwuletnim abonamencie lub 1099 $ bez abonamentu. Później obniżono cenę do 599 $ w dwuletnim kontrakcie.
Firma BellSouth Cellular sprzedała około 50 000 sztuk w ciągu sześciu miesięcy dostępności produktu na rynku.
Mimo że termin „smartfon” nie istniał do 1995 roku, ze względu na funkcje i możliwości Simona, jest on uważany za pierwszego smartfona.

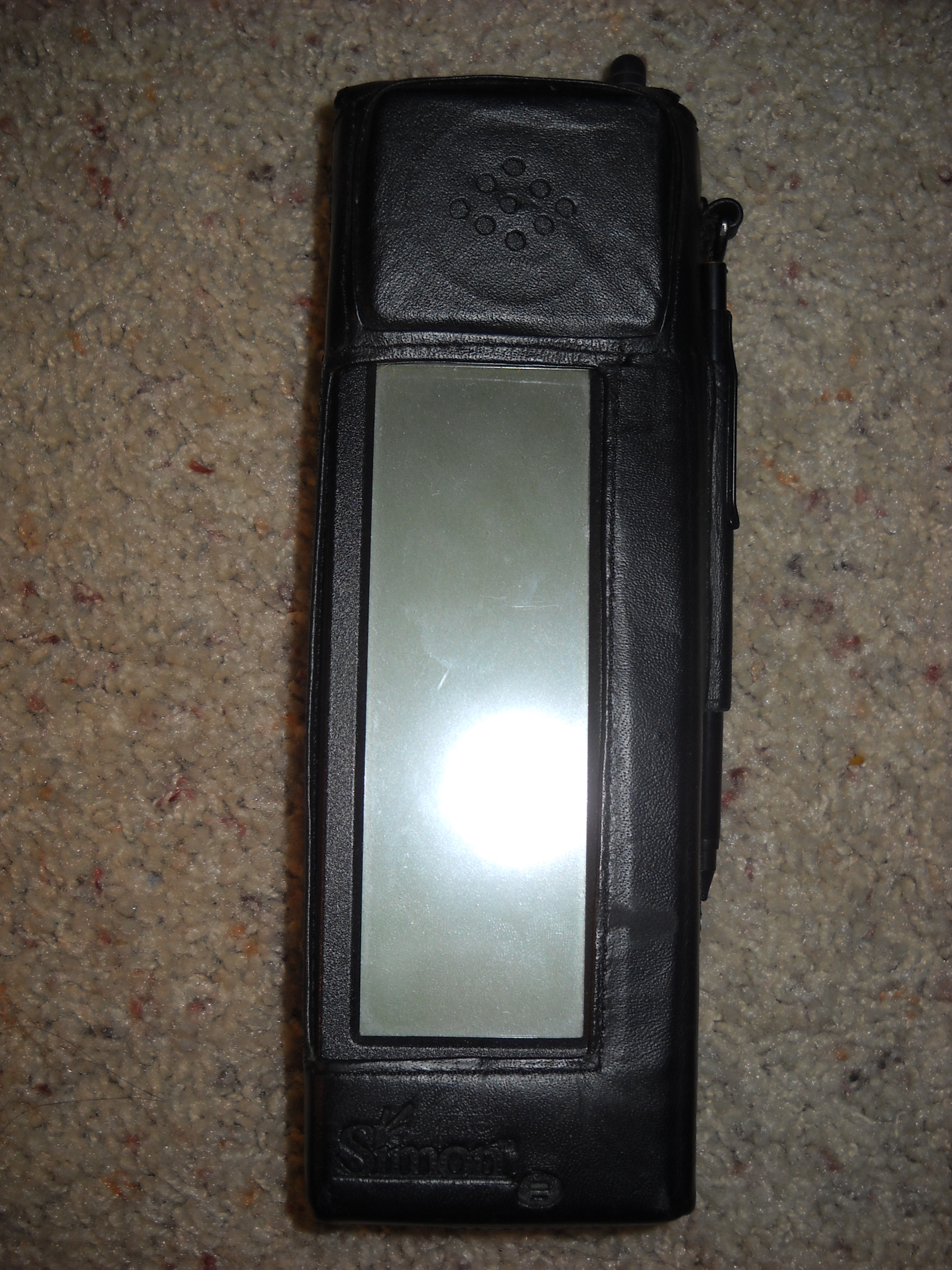
IBM Simon Personal Communicator zawierał dopasowane ochronne skórzane etui

## Funkcje
W dodatku do jego zdolności nawiązywać i odbierać połączenia za pomocą telefonu komórkowego, Simon był również w stanie wysyłać i odbierać faksy, pocztę e-mail oraz pełnił rolę pagera. Simon oferował wiele aplikacji, w tym książkę adresową, kalendarz, terminarz, kalkulator, zegar światowy, elektroniczny notatnik, odręczne adnotacje oraz standardowe i przewidujące klawiatury ekranowe dla rysika.

## Akcesoria
Każdy Simon był wyposażony w stację ładowania, dwa akumulatory niklowo-kadmowe i skórzane etui. Opcjami były: karta pager PCMCIA opracowana przez firmę Motorola, kabel z adapterem RS232 do użytku z PC-Link w celu dostępu do plików z komputera oraz adapter RJ11, umożliwiający połączenia głosowe i tekstowe, przez linie naziemne POTS. Adapter RJ11 pozwalał użytkownikom obniżyć kosztowne rachunki komórkowe lub wykonywać połączenia w miejscach bez zasięgu sieci komórkowej w 1994 roku.

## System operacyjny i aplikacje
Simon używał systemu plików od Datalight ROM-DOS wraz z kompresją plików od Stac Electronics. IBM stworzyło dla urządzenia unikatowy dotykowy interfejs użytkownika dla Simona; tryb DOS nie istniał. Warstwa interfejsu użytkownika dla Simona była znana jako Navigator.
Simon mógł zostać ulepszony o możliwość uruchomiania aplikacji firm trzecich poprzez podłączenie karty PCMCIA lub po pobraniu aplikacji do pamięci wewnętrznej telefonu.
PDA Dimensions stworzyło aplikację „DispatchIt”, jedyną aplikację firmy trzeciej opracowaną dla Simona. Był to wczesny poprzednik „pulpitu zdalnego”. Aplikacja DispatchIt kosztowała 2999 $ za oprogramowanie na PC i 299 $ za każdego klienta na Simona.